# Джеймс Ставрідіс
Дже́ймс Ставрі́діс, повне ім'я — Дже́ймс Джо́рдж Ставрі́діс (англ. James George Stavridis, грец. Τζέιμς Σταυρίδης; нар. 15 лютого 1955, Вест-Палм-Біч, Флорида, США) — американський військовослужбовець грецького походження, Головнокомандувач Збройними силами США в Європі (2009—2013), Головнокомандувач об'єднаними збройними силами НАТО в Європі (2009—2013), Головнокомандувач Південним Командуванням Збройних сил США (2006—2009), адмірал у відставці, доктор права і дипломатії.

## Біографічні відомості
Джеймс Ставрідіс народився 15 лютого 1955 року в Вест-Палм-Біч (Флорида, США) в сім'ї Ширлі і Джорджа Ставрідіс. Його дідусь був понтійським греком, який народився і виріс в північно-східній Анатолії (сучасна Туреччина). Пізніше він емігрував до Сполучених Штатів Америки.
У своїй книзі «Капітан міноносця» він напише про дідуся таке:
|  | На початку 1920-х мій дід, кремезний грецький вчитель Димітріос Ставрідіс, був виселений з Туреччини внаслідок етнічних чисток, що були спрямовані проти греків, які живуть на території Османської імперії. Він ледве врятувався в маленькому човні, перетинаючи Егейське море і прямуючи до Афін, а звідти — на острів Елліс... |

У 1976 році Ставрідіс успішно закінчив Академію ВМС США, а у 1984 — навчання у школі Флетчера (школа права і дипломатії) при Університеті Тафтса, отримавши ступінь магістра, а згодом й ступінь доктора права і дипломатії.
У 1992 році закінчив Національний військовий коледж США.
Він одружений з Лорі Холл.

## Кар'єра
Після закінчення навчання в Академії ВМС США Джеймса Ставрідіса, як оперативного співробітника з експлуатацію USS Valley Forge, було направлено на есмінець USS Barry, на якому він служив з 1993 по 1995 рр. За його командування вони завершили операцію з розгортання сил на Гаїті, в Боснії, і в Перській затоці. З 1998 року він командував Destroyer Squadron 21. У 2002 році Джеймс Ставрідіс переведений в ударну групу Enterprise Carrier, яка успішно провела операцію зі звільнення Іраку. За ці заслуги йому було присвоєно звання віце-адмірала. У 2005 році Ставрідіс став старшим військовим помічником державного секретаря з оборони, а 19 жовтня 2006 року — головнокомандувачем військово-морського флоту США Південного командування в Маямі.
У липні 2009 року його призначено верховним головнокомандувачем ОЗС НАТО в Європі. Ці обов'язки він виконував до 2013 року.

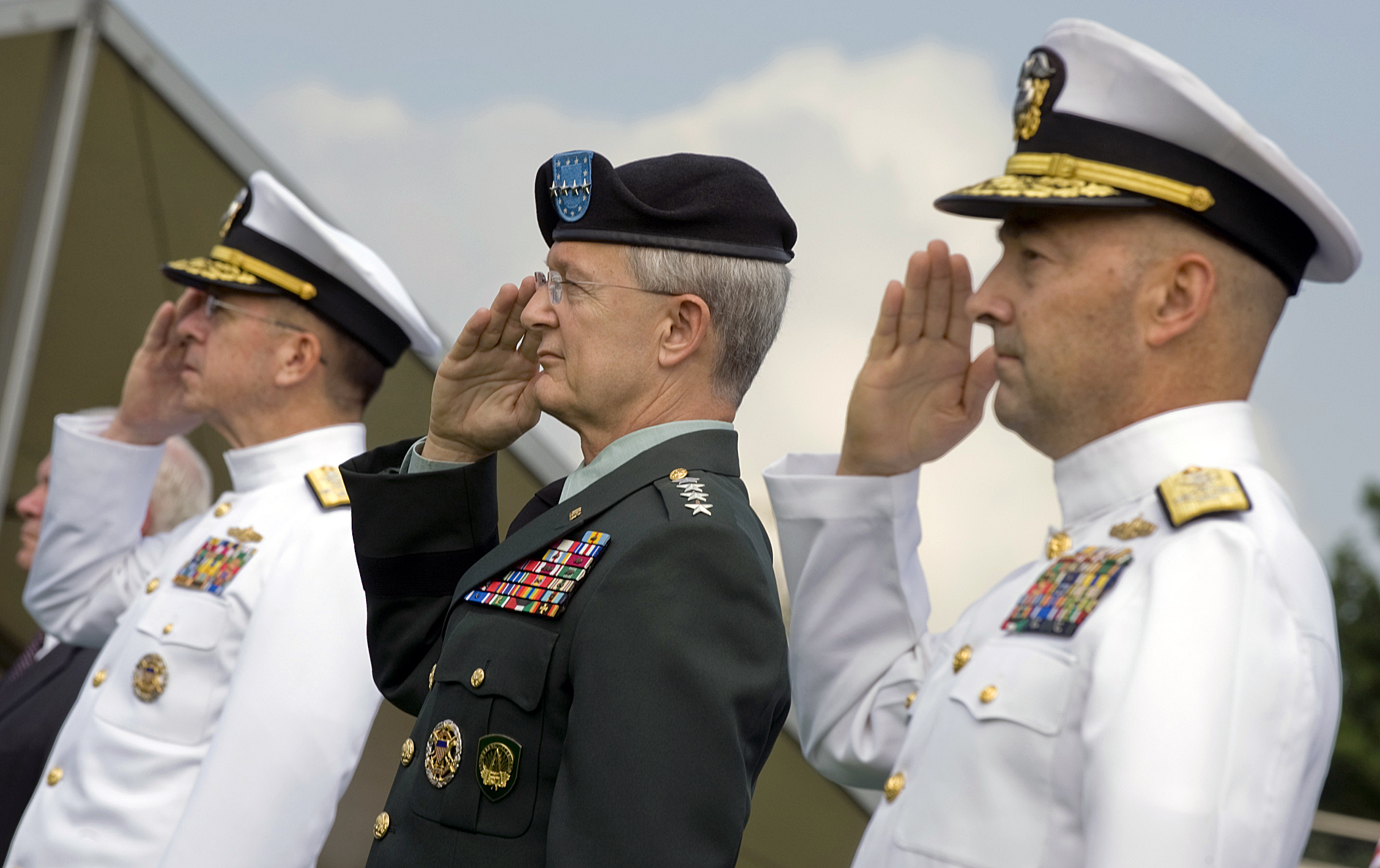
Майкл Маллен, Джон Кредок і Джеймс Ставрідіс під час передачі останньому командування ОЗС НАТО в Європі (зліва направо)

Також Ставрідіс перебував на службі у Керівника військово-морськими операціями США, був радником в Об'єднаному комітеті начальників штабів США, а також старшим помічником Міністра військово-морських сил США.
На початку 2011 року на підставі анонімної скарги Міністерство оборони США почало розслідування, яке стосувалось неправомірних дій Джеймса Ставрідіса, а саме: нецільового використання бюджетних коштів, використання державної посади в особистих цілях. 11 вересня 2012 року через доповідь Генерального інспектора департаменнту оборони звільнений від обов'язків на час розслідування. На його захист став тоді діючий секретар ВМС США Рей Мабус, який твердив наступне:
|  | Ставрідіс чесний офіцер і відданий державний службовець, він завжди відстоював інтереси США і ніколи не намагався використовувати свою державну посаду задля особистої вигоди. |

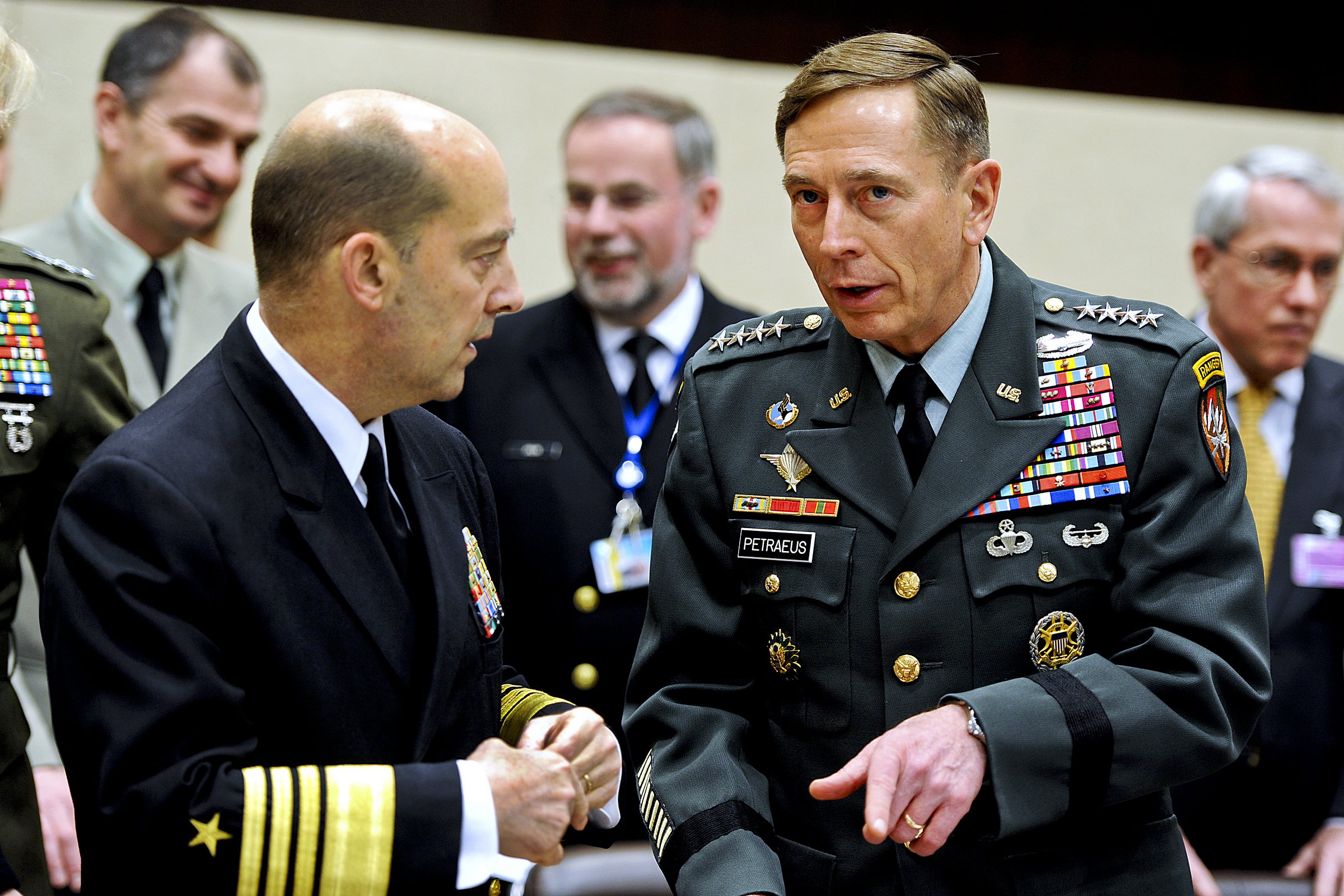
Девід Петреус і Джеймс Ставрідіс (2011 р, Брюссель)

Розслідування було закрите через недоведеність його провини.
У 2013 році він пішов у відставку. З 1 липня 2013 і до сьогодні він виконує функції декана Школи Флетчера при Університеті Тафтса.

## Нагороди
- Нагороди США:
- Медаль за видатну службу в Збройних силах (США)
- Медаль «За видатні заслуги» ВМС США
- Медаль за відмінну службу в Збройних силах (США)
- Легіон Заслуг (США)
- Медаль за похвальну службу (США)
- Похвальна медаль (США)
- Медаль за досягнення (США)
- Нагорода за видатну єдність частини (США)
- Подяка частині ВМС США
- Відзнака за видатні заслуги (США)
- Відзнака за ефективність
- Експедиційна медаль (США)
- Медаль за службу національній обороні (США)
- Медаль за участь у війні в Затоці (США)
- Медаль за службу у війні з тероризмом (США)
- Відзнака за службу в морі (США)
- Медаль за службу в Збройних силах (США)
- Відзнака за службу за кордоном (США)
- Медаль стрільця
- Міжнародні нагороди:
- Медаль НАТО
- Хрест за заслуги (Греція)
- Орден Почесного легіону
- Орден Корони (Бельгія)
- Орден Фенікса (Греція)
- Орден Орлиного Хреста (Естонія)
- Орден «За заслуги перед Італійською Республікою»
- Орден «За заслуги перед Федеративною Республікою Німеччина»
- Орден Заслуг (Люксембург)
- Орден Заслуг (Угорщина)
- Орден «За заслуги перед Польщею»
- Орден князя Трпиміра (Хорватія)
- Орден «За заслуги перед Литвою»
- Медаль Королівства Нідерландів
- Орден «За заслуги перед Аргентиною»
- Почесна медаль (Латвія)
- Орден «За заслуги перед Бразилією»
- Орден «За заслуги перед Колумбією»
- Великий Хрест (Португалія)
- Медаль подяки (Албанія)
- Великий Хрест (Гватемала)
- Медаль «За визволення Кувейта»

## Праці
Джеймс Ставрідіс автор понад 20 книг та 1000 публікацій, статей, оглядів, рецензій.

### Вибрані книги
- Випадковий адмірал / The Accidental Admiral: A Sailor Takes Command at NATO U.S. Naval Institute Press, 2014 ISBN 978-1-61251-704-9
- Партнерство для країн Америки / Partnership for the Americas: Western Hemisphere Strategy and U.S. Southern Command, NDU Press, November 2010
- Команда в морі / Command At Sea, Sixth Edition, Annapolis: U.S. Naval Institute Press, Co-authored with Rear Admiral Robert Girrier, USN, 2010 ISBN 9781591147985
- Капітан міноносця / Destroyer Captain: Lessons of a First Command, U.S. Naval Institute Press, 2007 ISBN 9781591148494
- Керівництво дивізіоном / Division Officer's Guide, Eleventh Edition, Annapolis: U.S. Naval Institute Press, Co-authored with Commander Robert Girrier, 2005 ISBN 9781591147992

### Вибрані статті
- Напівпричепи / Semi-Sumergibles: Una Amenaza Emergente en las Américas.» Air & Space Power Journal en Español, Volumen XX, No. 2, pp. 3–5, Segundo Trimestre 2008
- НАТО: Міст крізь час / NATO: A Bridge Across Time, " Freedom's Challenge — Marking the 20th Anniversary of the Fall of the Berlin Wall, December 2009
- Америка: Ми всі разом / The Americas: We're All in This Together, " Oct 2007 Vol. 1, Issue 2
- Успіх НАТО в Лівії / NATO's Success in Libya: The Right Way to Run an Intervention, " pp. 2–7, No. 2, Vol 91, March/April 2012 (with Ambassador Ivo H. Daalder)
- Стратегічні комунікації та національна безпека / Strategic Communication and National Security, " pp. 4–7, Issue 46, 3rd Quarter 2007
- Підводні човни / Submarine Boats: The Beginnings of Underwater Warfare, " Book Review, pp. 92–93, August 1984
- Історія одного американського флоту у Другій світовій війні / The Bowfin: The Story of One of America's Fabled Fleet Submarines in the World War II, " Book Review, pp. 79–80, February 1984